# Amoria chaneyi
Amoria chaneyi is een slakkensoort uit de familie van de Volutidae. De wetenschappelijke naam van de soort is voor het eerst geldig gepubliceerd in 2012 door Morrison.